# 2 steg från Paradise
2 steg från Paradise är det sjätte studioalbumet av den svenska popartisten Håkan Hellström från 2010 och hans skivdebut på Universal Music. Albumet gavs ut den 13 oktober vilket var exakt på dagen 10 år sedan debutalbumet Känn ingen sorg för mig Göteborg. På albumet samarbetade Hellström återigen med producenten Joakim Åhlund, medan flera av låtarna är skrivna ihop med Björn Olsson, som var Hellströms producent på albumet Ett kolikbarns bekännelser. Även detta album fick ett varmt mottagande av både fans och kritiker och nådde första plats på den svenska albumlistan.
Första singeln från albumet släpptes digitalt den 11 september 2010 i form av de dubbla A-sidorna "Saknade te havs" och "River en vacker dröm". En musikvideo till "Jag vet vilken dy hon varit i" hade premiär på Youtube den 29 november 2010, innan den också släpptes som singel den 15 december. Titelspåret "2 steg från Paradise" gör referenser till karaktären Raskolnikov från boken Brott och straff av Fjodor Dostojevskij.
Skivomslaget är en bild på Hellström rökandes en cigarett med Göteborg i bakgrunden. Bakgrunden målades mer färgglad på begäran av Hellström; i en intervju med PSL sade han: "Måla den här fula staden vacker, måla purpur där istället".

## Utgåvor
De som från och med augusti 2010 förhandsbokade skivan fick den även signerad. LP-versionen av albumet utgavs i 2050 exemplar och består av två skivor, som är 45-varvare och som innehåller tre låtar på varje sida (utom sida D som har två). Alla skivor är individuellt numrerade.

## Inspelning
Låtarna till albumet började skrivas sent 2009 och spelades in och mixades under sommaren 2010. Hellström sa i december 2009 till Aftonbladet att "Jag skulle kunna gå in i studion nu, men jag kommer nog inte att göra det förrän till sommaren". Albumet spelades in 2010 vid Studio Cobra och Apmamman i Stockholm.

## Musik
I en videointervju med SVT där Hellström berättade om varje låt på albumet sade han att han ville ha rena, enkla melodier och ett mindre experimentellt sound på albumet. En viktig influens för många av låtarna var enligt Hellström den amerikanska gruppen The Byrds. Albumet kan ses som en vidareutveckling av För sent för edelweiss – starkare influenser av folkrock och mindre lekfull pop.

## Låtlista
| Nr  | Titel                                                                    | Kompositör                               | Längd |
| --- | ------------------------------------------------------------------------ | ---------------------------------------- | ----- |
| 1.  | Det här är min tid                                                       | Håkan Hellström, Björn Olsson            | 3:19  |
| 2.  | Saknade te havs (Svensk tolkning av "Lost at Sea" av Flowers in the Air) | Hellström, Johan Holmlund, Bastian Pabst | 3:44  |
| 3.  | Shelley                                                                  | Hellström, Johan Forsman                 | 3:12  |
| 4.  | River en vacker dröm                                                     | Hellström, Forsman                       | 4:54  |
| 5.  | 2 steg från Paradise                                                     | Hellström                                | 5:49  |
| 6.  | Jag vet vilken dy hon varit i                                            | Hellström, Olsson                        | 3:05  |
| 7.  | Dom där jag kommer från                                                  | Hellström, Olsson                        | 5:35  |
| 8.  | Det dom aldrig nämner                                                    | Hellström                                | 4:47  |
| 9.  | Vid protesfabrikens stängsel                                             | Hellström, Olsson                        | 3:29  |
| 10. | Man måste dö några gånger innan man kan leva                             | Hellström, Olsson                        | 4:49  |
| 11. | Du är snart där                                                          | Hellström, Olsson, Lars-Erik Grimelund   | 7:20  |

| 12. | Det här är min tid, Pt. 2                                     | Hellström, Olsson  | 3:21 |
| 13. | Dom där jag kommer från (Devil Mcdoom Remix)                  | Hellström, Olsson  | 4:39 |
| 14. | River en vacker dröm (Alternativ Mix)                         | Hellström, Forsman | 5:19 |
| 15. | Det dom aldrig nämner (Alternativ Mix)                        | Hellström          | 5:01 |
| 16. | Man måste dö några gånger innan man kan leva (Alternativ Mix) | Hellström, Olsson  | 4:55 |
| 17. | 2 steg från Paradise (Instrumental)                           | Hellström          | 2:17 |

### Tour Edition
2 steg från Paradise: Tour Edition släpptes den 4 maj 2011 och innehåller förutom de 17 låtarna på Deluxe Version-skivan en bonusskiva med Hellströms uppmärksammade spelning på Way Out West i Göteborg den 14 augusti 2010. På denna konsert framförde Hellström låtarna från debutalbumet Känn ingen sorg för mig Göteborg i samma låtordning som på albumet. Konserten släpptes även separat som dubbel vinylskiva den 11 maj 2011 under namnet Way Out West 2010.
1. "Känn ingen sorg för mig Göteborg" (Way Out West 2010) – 7:27
2. "En vän med en bil" (Way Out West 2010) – 4:04
3. "Ramlar" (Way Out West 2010) – 9:41
4. "Nu kan du få mig så lätt" (Way Out West 2010) – 5:45
5. "Vi två, 17 år" (Way Out West 2010) – 7:37
6. "Uppsnärjd i det blå" (Way Out West 2010) – 6:26
7. "Jag var bara inte gjord för dessa dar" (Way Out West 2010) – 4:11
8. "Magiskt, men tragiskt" (Way Out West 2010) – 4:36
9. "Atombomb" (Way Out West 2010) – 8:22
10. "Dom dimmiga dagarna" (Way Out West 2010) – 6:43

## Medverkande
- Håkan Hellström – producent, sång, kör, gitarr
- Joakim Åhlund – producent  (spår 1-3, 5-10), gitarr, kör, bas, tamburin, orgel, slagverk
- Johan Forsman-Löwenström – producent  (spår 4), gitarr (spår 1, 3), kör (spår 1, 2, 3, 4, 8, 11), 12-strängad rickenbacker (spår 4)
- Björn Olsson – producent (spår 1), gitarr (spår 9, 11), kör (spår 9)
- Daniel "Hurricane" Gilbert – gitarr (spår 11), kör (spår 1, 11)
- Simon Ljungman – gitarr, kör (spår 11)
- Johan Andersson – gitarr (spår 1)
- Mattias Bärjed – akustisk gitarr (spår 2, 6, 7, 8, 10)
- Robert Östlund – akustisk gitarr (spår 2, 8, 10), tamburin (spår 2)
- Ola Svantesson – bas (spår 1)
- Ulf Engström – bas (spår 2, 4, 7, 8, 10)
- Oscar Wallblom – bas, kör (spår 11)
- Ludwig Dahlberg – trummor (spår 1, 2, 3, 5)
- Pontus Ottestig – trummor (spår 1)
- Lars-Erik Grimelund – trummor (spår 4, 11), slidegitarr (spår 11)
- Nino Keller – trummor (spår 6, 7, 8, 10)
- Finn Björnulfsson – slagverk, tamburin (spår 4)
- Martin Jonsson – bongo (spår 7)
- Nils Berg – tvärflöjt (spår 1, 5, 8), basklarinett (spår 1)
- Stefan Sporsén – trumpet (spår 1), piano, klaviatur (spår 11)
- David Nyström & Robert Östlund – piano (spår 6)
- Emil Nilsson – piano (spår 8, 10)
- Matti Ollikainen – piano (spår 9, 11)
- King Nabulungi – toast (spår 5)

## Listplaceringar
Originalet
| Lista (2010) | Topplacering |
| ------------ | ------------ |
| Norge        | 4            |
| Sverige      | 1            |

Tour Edition
| Lista (2011) | Topplacering |
| ------------ | ------------ |
| Sverige      | 2            |